# Pipunculus infandus
Pipunculus infandus är en tvåvingeart som beskrevs av Kuznetzov 1991. Pipunculus infandus ingår i släktet Pipunculus och familjen ögonflugor. Inga underarter finns listade i Catalogue of Life.